# Jeff Sutherland (Softwareentwickler)

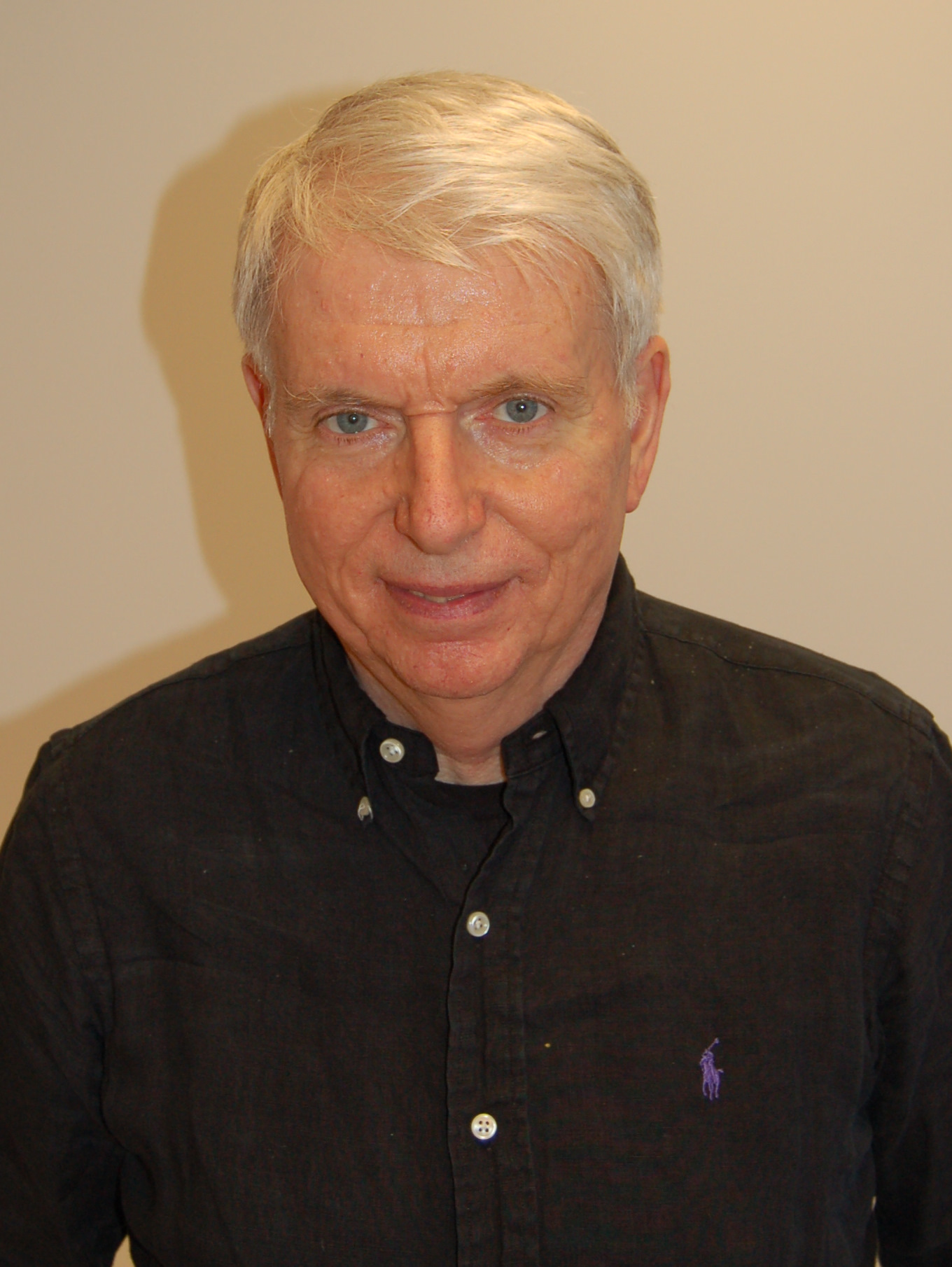
Jeff Sutherland 2009

Jeffrey Victor „Jeff“ Sutherland (* 20. Juni 1941) ist ein US-amerikanischer Softwareentwickler. Er ist Mitbegründer des Produktentwicklungs-Frameworks Scrum und arbeitet als Berater für dieses Vorgehensmodell.

## Leben
Im Anschluss an ein Studium an der United States Military Academy und der Stanford University promovierte Sutherland 1980 an der University of Colorado im Bereich Biometrie und Radiologie und lehrte dort bis 1983 als Assistenzprofessor. Sutherland entwickelte Scrum zusammen mit seinem Entwicklungsteam bei der Firma Easel Anfang der 1990er Jahre. Zusammen mit Ken Schwaber formalisierte er das Framework im Jahre 1994, welches Schwaber auf der OOPSLA 1995 zum ersten Mal öffentlich vorstellte. Sutherland ist einer der 17 Unterzeichner des Agile Manifesto (2001). Im Jahr 2006 gründete er die Scrum Inc., seit 2009 gibt er mit Ken Schwaber den Scrum Guide heraus.
Zu seinen Referenzen zählen weltweit führende Unternehmen wie Cisco, Google, Yahoo, Microsoft, IBM, Oracle, Myspace, Adobe, Siemens, Sony/Ericson und Accenture.

## Veröffentlichungen
- Jeff Sutherland et al. (Hrsg.): Business Object Design and Implementation. OOPSLA ’95 Workshop Proceedings. Springer, London 1997, ISBN 978-3-540-76096-2.
- Dilip Patel, Jeff Sutherland, Joaquin Miller (Hrsg.): Business Object Design and Implementation II. OOPSLA’96, OOPSLA’97 and OOPSLA’98 Workshop Proceedings. Springer, London 1998, ISBN 978-1-85233-108-5.
- Dilip Patel, Jeff Sutherland, Joaquin Miller (Hrsg.): Business Object Design and Implementation III. OOPSLA’99 Workshop Proceedings. Springer, London 1999, ISBN 978-1-85233-217-4.
- Jeff Sutherland, Rini van Solingen, Eelco Rustenberg: The Power of Scrum. North Charleston 2011, ISBN 978-1-4635-7806-0.
- Ken Schwaber, Jeff Sutherland: Software in 30 Tagen: Wie Manager mit Scrum Wettbewerbsvorteile für ihr Unternehmen schaffen. dpunkt.verlag, Heidelberg 2014, ISBN 978-3-86490-074-7 (englisch: Software in 30 Days: How Agile Managers Beat the Odds, Delight Their Customers, and Leave Competitors in the Dust.).
- Jeff Sutherland, J.J. Sutherland: Die Scrum Revolution: Management mit der bahnbrechenden Methode der erfolgreichsten Unternehmen. Campus Verlag, Frankfurt 2015, ISBN 978-3-593-39992-8 (englisch: Scrum: The Art of Doing Twice the Work in Half the Time.).
- Ken Schwaber, Jeff Sutherland: Der Scrum Guide. Der gültige Leitfaden für Scrum: Die Spielregeln. 6. Auflage. 2020 (englisch: The Scrum Guide. The Definitive Guide to Scrum: The Rules of the Game.).
- Jeff Sutherland, James O. Coplien: Scrum: Ein Buch über Zusammenarbeit. Vahlen, München 2022, ISBN 978-3-8006-6153-4 (englisch: A Scrum Book: The Spirit of the Game.).